# イギリスの国際関係

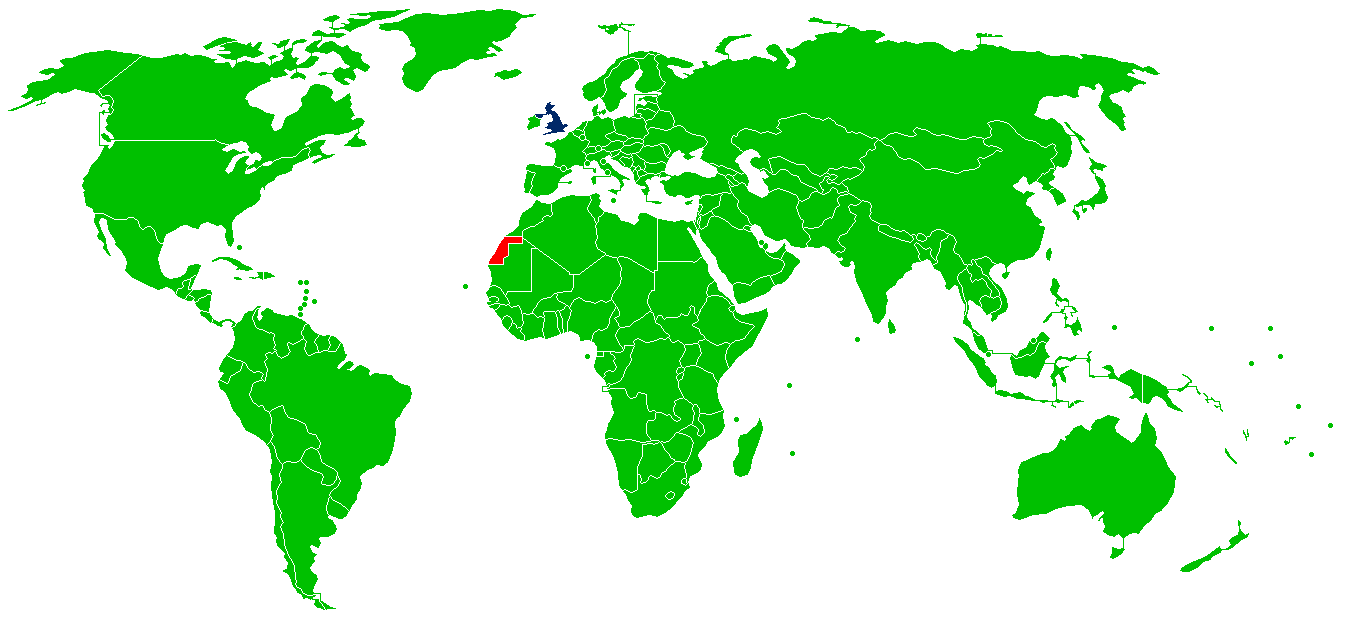
イギリスと世界の国々との外交関係
イギリス
イギリスと国交のある国
イギリスと国交のない国

イギリスの国際関係（イギリスのこくさいかんけい）では、イギリスと主要な国家・国際機関との関係について述べる。

## 概要
イギリスの国際関係はイギリスの外務・英連邦省の執る外交政策により、構築、調整、維持される。イギリスはかつて19世紀から20世紀初頭にかけて、世界随一の大国であった。歴史を通じて大英帝国を介して他の国々に大きな影響を与えており、1950年代までは超大国と見なされていた。しかし、二度の世界大戦にかかる代償および脱植民地化の過程を経て、イギリスの影響力は衰退した。それにもかかわらず、イギリスは依然大国として国連安全保障理事会の常任理事国、およびG7、G8、G20、NATO、OECD、WTO、欧州連合理事会、OSCEの創設以来の加盟国であるとともに、大英帝国の名残であるイギリス連邦の盟主でもある。

## 歴史
欧州大陸を制圧する国が存在しなかった為、1600年以来、イギリスの外交関係は各国の勢力の均衡を維持することに重点が置かれた。百年戦争からナポレオンが敗北するまでの間（1337年-1815年）、第一の敵国は強力な軍事力を持つフランスだった。アメリカの愛国者たちの勝利に終わったアメリカ独立戦争（1775-1783）を除いては、イギリスは総じて多くの戦いで勝利を収めた。外交戦略の尽力により、プロイセンのような大陸側の同盟国軍（七年戦争）を援護した。イギリスの国防は海軍に大きく依存しており、世界中に基地を保有して最強の艦隊を海上に配備するよう努めていた。イギリスはかなりの広範囲に及ぶ世界規模の大英帝国を建国し、1920年代から1940年代にかけて勢力範囲や富裕さの点で絶頂期を迎えた後は衰退し始め、1970年代にはほぼ跡形もなくなった。1900年以後、イギリスは従来の"栄光ある孤立"の姿勢に終止符を打ち、アメリカと友好的な関係を築くようになり、日本との間には軍事同盟（1902年 日英同盟）を締結した。さらに、フランス（1904年 英仏協商）およびロシア（1907年 英露協商） との間で相互に三国協商を形成して反ドイツの協調関係を築き、第一次世界大戦（1914-1918）に参戦した。1940年以降、イギリスはアメリカと軍事的な関係を深め、さらには旧来の敵対国であるドイツやイタリア、占領されていたフランスと共に、軍事同盟であるNATOへ加盟する。長年にわたる議論（そして挫折）の結果、イギリスは1973年に欧州経済共同体（EEC）へ加盟した。後にこれは欧州連合 （EU）へと発展した。その一方で、金融上はEUと統合せず、自国の通貨であるポンドを保持し続け、ユーロからは距離を置いている。この為、2011年の欧州債務危機からはある程度隔離されている。2020年1月31日、EUから離脱した。

## 1945年以降の主な国家間対立および紛争
- 1946年 – ソビエト連邦、ポーランド、ハンガリー、東ドイツ、ブルガリアおよびその他の国々との領土紛争。
- 1948年-1949年 – ベルリン封鎖 - 西ベルリンへの交通路を巡ってソ連と対立[5]。
- 1948年-1960年 – マラヤ危機 - 共産主義勢力であるマラヤ民族解放軍（英語版）との軍事衝突。
- 1950年-1953年 – 朝鮮戦争 - 北朝鮮と交戦。
- 1951年-1954年 – アーバーダーン危機 - 石油資産の権益を巡ってイランと対立。
- 1956年-1957年 – 第二次中東戦争 - エジプトとの軍事衝突および大多数の国際社会との対立。
- 1958年 – 第一次タラ戦争 - 漁業権を巡ってアイスランドと対立。
- 1962年-1966年 – インドネシアとマレーシアの対立（英語版） - インドネシアとの戦争。
- 1972年-1973年 – 第二次タラ戦争 - 漁業権を巡ってアイスランドと対立。
- 1975年-1976年 – 第三次タラ戦争 - 漁業権を巡ってアイスランドと対立[6]。
- 1980年 – アボリジニ民族の間で聖地とされる土地で核実験を実施したイギリスとオーストラリアの対立。
- 1982年 – フォークランド紛争 - フォークランド諸島の領有権を巡ってアルゼンチンと戦争。
- 1983年 – 女王エリザベス2世を君主に頂くグレナダに対する米軍の侵略行為に反発。[7]
- 1984年 – ロンドンで女性警官がリビア大使館敷地内の男に射殺されたことを受けてリビアに反発。
- 1988年 – スコットランドにある町の上空で、リビア政府が関与したテロ事件、ロッカビー事件が発生したのを受けて、再びリビアと対立[8]
- 1991年 – 湾岸戦争でイラクと戦闘[9]。
- 1995年 – ユーゴスラビア（現：ボスニア）内の国連の委任統治領において軍事動乱。
- 1997年 - 香港が中国に返還される。これに際して、イギリスは引き続き香港が資本主義とイギリス資本を保有できる"特別な地位"に置かれることを保証した[10]。
- 1999年 – コソボを巡ってユーゴスラビアに対するNATOの爆撃作戦に参加。
- 2001年 – 国連の支援を受けた戦争を経て、アフガニスタンを占領。
- 2003年 – 米国やその他の国々と協働してイラクに侵攻、占領。
- 2007年 – （現在進行中） アレクサンドル・リトビネンコの死について、ロシアと外交上の対立[11]。
- 2009年 – （現在進行中） 核兵器開発を開発している疑いのあるイランと対立、イラン側もイギリス政府を非難。
- 2011年 - 国連の委任統治領において、エラミー作戦上、リビア飛行禁止空域に参加。

## 領土を巡る紛争
- スペインはイギリスの海外領であるジブラルタルの領有権を主張している[12]。
- モーリシャスはイギリス領インド洋地域にあるチャゴス諸島全域の領有権を主張している。これには1950年代から英米合同軍事基地の置かれているディエゴガルシア島も含まれる[13]。
- ロッコール島周辺の領海および大陸棚の領有権を巡る対立[14]。
- 南極大陸の領有権を巡って、イギリス領南極地域と重複する地域の領有権を主張するチリおよびアルゼンチンと対立[15]。
- イギリスが支配するフォークランド諸島を巡って、アルゼンチンとの不和が残る。1982年には大規模なフォークランド紛争が勃発し、イギリス側が勝利した。

## 各国との関係

### イギリス連邦諸国およびアイルランド
カナダ、オーストラリア、ツバルの君主はチャールズ3世である。カナダとは北大西洋条約機構で協力してきた。

### アメリカ合衆国

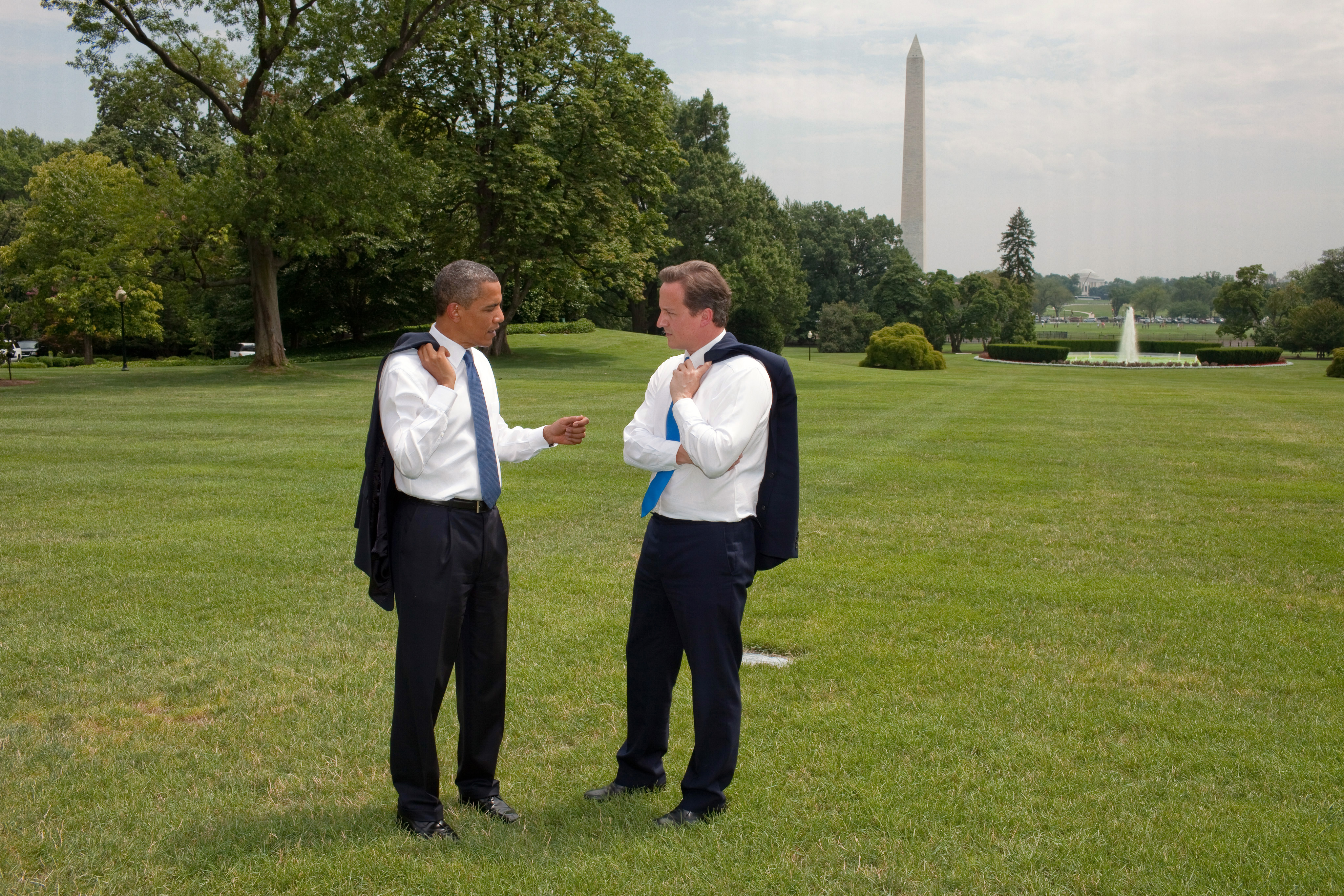
ホワイトハウスの南庭で会話するアメリカのバラク・オバマ大統領とイギリスのデーヴィッド・キャメロン首相（2010年7月20日）。

アメリカ合衆国: イギリスは、アメリカと親密な軍事同盟国でもある。軍事研究や諜報機関のみならず、文化的にも両国は類似性を共有する。イギリスはアメリカから巡航ミサイルトマホークや、核ミサイルトライデントのような軍事技術を購入している。一方のアメリカもイギリスから軍事装備を購入している（例：垂直離着陸戦闘機ハリアー）ほか、大規模な軍事部隊をイギリス内の基地に常駐させている。1990年代後半から2000年代にかけてのトニー・ブレア首相とビル・クリントン大統領および後任のジョージ・W・ブッシュ大統領や1980年代のマーガレット・サッチャー首相とロナルド・レーガン大統領の例のように、近年はイギリスの首相とアメリカ合衆国大統領は親密な友人であることがしばしばである。現在のイギリス（ブラウン政権時）の外交姿勢において、アメリカとの関係はイギリスの「最も重要な二国間関係」を象徴するものだとしている。

### ヨーロッパ
ウクライナのクリミア半島問題でロシアの影響力の増大を許してしまうことになった。また、中東問題ではアメリカ合衆国に賛同したが、ロシア、フランス、ドイツとは足並みが揃わなかった。そして、EUの移民問題、イギリスの負担が他の国と比べて大きいことなどから世論により
EUを離脱することになった。フランスとの間には鉄道が通っている。新型コロナウイルスの感染拡大によりフランスとの往来が制限された。

#### フランス
フランス: フランスがブルボン朝の時代から対立しており、フランス革命ではピットが非難した。そして、ナポレオンの登場によりワーテルローの戦いが勃発した。フランスはカトリックでありながら、ハプスブルク家に対抗すべく、プロテスタント側について宗教戦争を行ったこともある。第二次世界大戦では、ド・ゴール率いる自由フランス政府がロンドンに亡命しフランス国民にレジスタンスを呼び掛けた。しかし、フランスでは反英感情も強くあり、ドイツに味方してイギリスに敵対する勢力もあった。しかし、連合国側の働きかけによりフランソワ・ダルランの軍のイギリス軍攻撃はなされなかった。

### 中東および北アフリカ
オマーンなどインド洋に面したアラビア半島南部の国の旧宗主国はイギリスである。また、エジプトも第二次世界大戦まではイギリス軍の支配下にあり、イタリアやドイツの攻撃を受けた。

### 中南米

#### メキシコ
メキシコ: イギリスは欧州で最初にメキシコの独立を承認した国である。二国間の関係は、フランスとメキシコの間に起こった菓子戦争において、イギリスがメキシコを支援したことに始まる。また、太平洋戦争において、メキシコがイギリス側の連合国軍に参入して日本と戦ったことで、この関係はより強固なものとなった。現在、メキシコはロンドンに大使館を設置しており、一方のイギリスもメキシコシティに大使館、モンテレーに領事館を置いている。2014年に発表された新メキシコシティ国際空港建設計画では、著名なイギリス人建築家ノーマン・フォスターとメキシコ人建築家のフェルナンド・ロメロの双方が建築デザインを担当している。

#### アルゼンチン
アルゼンチン: フォークランド紛争を前に、イギリスとアルゼンチンの国交は断絶した。両国が正式に外交関係を回復したのはマーガレット・サッチャーが首相を退任するに至った1990年のことである。しかし、両国は引き続きフォークランド諸島について互いに自国の領有権を主張している。

#### チリ
チリ: イギリスはチリの歴史において重要な位置を占めた。イギリスのトマス・コクラン提督はチリ海軍の初代司令官を務め、チリの独立戦争を戦った。また、イギリスはかつてチリおよび南米全域において投資と外交の面で大きな影響力を持っていたが、後に大英帝国の崩壊と共に急速に弱まった。イギリス人の入植者および投資者の重要性はコキンボ市の紋章に英国旗が描かれていることからもうかがえる。
チリはフォークランド紛争中、イギリスに少なからぬ支援をした。これは自国がビーグル水道を挟んでアルゼンチンと国境を接しており、アルゼンチンとの間に戦争が発生する潜在的なリスクがあった為である。

#### アンティル諸島
島々の一部がイギリスの領土であった。

### アジア
インド、パキスタンやマレー、ボルネオ島北部を占領していた。シーパーヒーの乱後事実上ムガル帝国が崩壊しイギリス領インド帝国が出来、藩王諸国を従えた。アフガニスタンにも侵攻、シッキム王国をも影響下においた。イギリス人のラッフルズがインドネシアでボルブドゥール寺院を発見した。アンボイナ事件でオランダ人にインドネシアから追い出された。第二次世界大戦でマレー半島で日本軍に侵攻され占領されたが、インパール作戦で勝利した。

#### 日本
日本: 両国が最初に接触したのは1600年のことで、イギリス人航海士のウィリアム・アダムス（三浦按針）が豊後国（現在の大分県）臼杵の海岸に漂着した。その後、江戸幕府が鎖国政策を執った時代（1641年から1853年）は交流がなかったが、1854年に日英約定が締結され、正式に外交関係が成立した。明治時代にはイギリス綿糸企業のコーツが日本に進出するなど経済的関係も深い。ロシアの南下政策に対抗すべく日本と日英同盟を締結した。これは日本の本格的な中国進出、第二次世界大戦の勃発による関係の冷え込みまで続いた。日露戦争においてロシアの当時最強と言われたバルチック艦隊が敗れたのはスエズ運河がイギリスによって通過拒否されていたことから遠回りに日本海に到着したロシア軍の疲労というのも一因である。第二次世界大戦では日本とイギリスは敵対関係にあったにもかかわらず、同じ立憲君主制の民主主義国家として、今日まで非常に強固な関係を保っている。

#### 中国
中国: 東西冷戦時代には対立していたが、それ以前の第二次世界大戦では両国は同盟関係にあった。さらに、国連においては共に安全保障理事会の常任理事国である。だが、アヘン戦争、第二次アヘン戦争および冷戦で対立していたことや、香港の地位やその他の問題を原因として、中英関係は歴史的に複雑な様相を呈する一面もある。しかし、その他の場面では関係は良好である。

## 国際機関
イギリスは以下の国際機関に加盟している（アルファベット順）：
- ADB（地域外メンバー）
- AfDB（地域外メンバー）
- 北極評議会（オブザーバー）
- オーストラリア・グループ
- BIS
- イギリス連邦
- CBSS（オブザーバー）
- CDB（英語版）
- 欧州評議会
- CERN
- EAPC
- EBRD
- EIB
- ESA
- FAO
- FATF
- G20
- G-5（英語版）
- G7
- G8
- G10
- IADB
- IAEA
- IBRD（一般には世界銀行として知られる）
- ICAO
- ICC
- ICCt
- ICRM
- IDA
- IEA
- IFAD
- IFC
- IFRCS
- IHO
- ILO
- IMF
- IMO
- IMSO
- Interpol
- IOC
- IOM
- IPU
- ISO
- 国際電気通信衛星機構（ITSO）
- ITU
- ITUC
- MIGA
- MONUSCO
- NATO
- NEA
- NSG
- OAS（オブザーバー）
- OECD
- OPCW
- OSCE
- パリクラブ
- PCA
- PIF（パートナー）
- SECI（オブザーバー）
- UN
- 国際連合安全保障理事会
- UNCTAD
- UNESCO
- UNFICYP
- UNHCR
- UNIDO
- UNMIS
- UNRWA
- UPU
- WCO
- WHO
- WIPO
- WMO
- WTO
- ザンガー委員会